# Публий Целий Бальбин Вибуллий Пий
Публий Целий Бальбин Вибуллий Пий (лат. Publius Coelius Balbinus Vibullius Pius) — римский политический деятель и сенатор первой половины II века.
По всей видимости Бальбин происходил из всаднического сословия Бетики (Южная Испания). Вероятно, его отцом был консул-суффект 111 года Публий Целий Аполлинар, а сыном консул 169 года Публий Целий Аполлинар.
Он был военным трибуном XXII легиона Фортуны Перворожденной, а также секстемвиром пятой турмы римских всадников и децемвиром по разрешению тяжб. В 137 году Бальбин занимал должность консула вместе с Луцием Элием Цезарем. Известно, что император Адриан включил его в состав сената. Свидетельством благосклонности императора к Бальбину служит его назначение на должность квестора Августа — личного секретаря императора.